# Le modelle
Le modelle (Les Poseuses) è un dipinto a olio su tela (199,5x250,5 cm) realizzato nel 1888 dal pittore francese Georges-Pierre Seurat; l'opera rappresenta tre figure femminili, una seduta di schiena a sinistra, una frontale in piedi perfettamente al centro e infine una di profilo seduta, intenta a infilarsi una calza. Seurat offre tre ideali punti di vista delle figure descritte: in realtà sono sempre la stessa modella che, seguendo le indicazioni dell'artista, assume le diverse pose.
Seurat non rinuncia allo spazio naturale; ritroviamo infatti, nell'opera, un'altra opera: la Grande Jatte.